# Gare d'Ōtagawa
La gare d'Ōtagawa (太田川駅, Ōtagawa-eki) est une gare ferroviaire de la ville de Tōkai, dans la préfecture d'Aichi au Japon. Elle est exploitée par la compagnie Meitetsu.

## Situation ferroviaire
Ōtagawa est située au point kilométrique (PK) 12,3 de la ligne Tokoname. Elle marque le début de la ligne Kōwa.

## Historique
La gare est inaugurée le 18 février 1912.

## Service des voyageurs

### Accueil
La gare dispose d'un bâtiment voyageurs, avec guichets, ouvert tous les jours.

### Deserte
- Ligne Tokoname
  - voies 1 et 2 : direction Tokoname et Aéroport international du Chūbu
  - voies 3 et 4 : direction Jingū-mae, Nagoya et Gifu
- Ligne Kōwa :
  - voies 1 et 2 : direction Chita Handa, Kōwa et Utsumi
  - voies 5 et 6 : direction Jingū-mae, Nagoya et Gifu